# Легарія
Легарія (ісп. Legaria) — муніципалітет в Іспанії, у складі автономної спільноти Наварра. Населення — 116 осіб (2009).
Муніципалітет розташований на відстані близько 280 км на північний схід від Мадрида, 47 км на південний захід від Памплони.

## Демографія
Динаміка населення (INE ):